# 長洲町立六栄小学校
長洲町立六栄小学校（ながすちょうりつろくえいしょうがっこう）は、熊本県玉名郡長洲町にある小学校。

## 沿革
- 1875年 - 向野小学校、永方小学校創立。
- 1885年 - 上記2校が合併し、向永小学校となる。
- 1889年 - 六栄小学校に改める。
- 1894年 - 六栄尋常小学校に改める。
- 1905年 - 六栄尋常高等小学校に改める。
- 1908年 - 現在地に移転。
- 1941年 - 六栄村立六栄国民学校に改める。
- 1947年 - 六栄村立六栄小学校に改める。
- 1957年 - 長洲町立六栄小学校に改める。

## 所在地
- 熊本県玉名郡長洲町宮野957-1